# 梅羅納米夫塔奇姆競技場
梅羅納米夫塔奇姆競技場（希伯來語：‎，英語：Menora Mivtachim Arena），是一個多用途室內體育場館，坐落在以色列特拉維夫的南方。此場館主要用於主辦網球比賽、籃球比賽以及演唱會。它也是特拉維夫地區一個主要的運動場地。此場館為特拉維夫市政廳所擁有，並由市政廳的體育宮殿公司經營管理，此公司同時也管理布盧姆菲爾德體育場。 2015年1月1日，競技場更名為「梅羅納米夫塔奇姆競技場」。